# Synagoga v Podmoklech u Sušice
Bývalá synagoga v Podmoklech u Sušice, čp. 55, stojí dodnes v severní části obce po pravé straně silnice vedoucí směrem na Chmelnou a Sušici.
K bohoslužbám byla využívána do konce 19. století a poté byla adaptována k obytným účelům. Některé některé stavební prvky synagogy se dochovaly dodnes, z vybavení interiéru se však nedochovalo nic. Dodnes viditelné jsou například tvary původních oken, byť jsou nyní zazděna.
V těsné blízkosti synagogy dosud stojí několik židovských domů, v přístavku domu č.p. 5 u potoka před mostkem se nalézala mikve, ani po ní však v interiéru nezůstala žádná památka.
V obci se také nachází židovský hřbitov.
Od 23. prosince 2015 je synagoga kulturní památkou zapsanou pod rejstříkovým číslem 105747.